# マット・ダフィー (1990年生のラグビー選手)
マット・ダフィー（Matt Duffie、1990年8月16日 - ）は、ニュージーランドの元ラグビー選手。

## プロフィール
- ニュージーランド・クライストチャーチ出身[1]。
- ポジションはウィング(WTB)、フルバック(FB)。
- 身長 192cm、体重 95kg
- 元ラグビーリーグの選手でラグビーリーグニュージーランド代表に選ばれた[2]。
- ニュージーランド代表通算キャップ数は2。

## 略歴
ノース・ハーバー、ブルーズを経て、2020年、Honda Heat（現・三重ホンダヒート）に加入。
2022年1月16日に行われたJAPAN RUGBY LEAGUE ONE第1節釜石シーウェイブス戦にて先発出場で日本での公式戦初出場を果たした。同年、現役を引退した。